# Simon Skrabb
Simon Skrabb né le 19 janvier 1995 à Jakobstad en Finlande, est un footballeur international finlandais. Il joue actuellement au poste d'ailier droit au Kalmar FF.

## Biographie

### FF Jaro
Simon Skrabb est formé au FF Jaro en Finlande, où il passe toute sa formation de footballeur. Il débute avec les professionnels le 29 janvier 2011, alors qu'il n'a que 16 ans, en entrant en jeu lors d'un match de coupe de Finlande que son équipe remporte par quatre buts à zéro face à l'AC Oulu. Il joue son premier match en championnat le 6 mai de la même année, lors de la première journée de la saison 2011, face au RoPS Rovaniemi, contre qui son équipe s'incline sur le score de un but à zéro. Skrabb inscrit son premier but le 12 mai suivant, lors de la troisième journée, face au TPS Turku. Ce jour-là, le FF Jaro s'impose (1-3).

### Prêts à Åtvidabergs puis Gelfe
Simon Skrabb découvre ensuite un autre pays, la Suède, en étant prêté le 20 janvier 2014 pour deux saisons à l'Åtvidabergs FF. Il joue son premier match dans l'Allsvenskan le 31 mars 2014, face à l'IF Elfsborg, rencontre que son équipe remporte sur le score de deux buts à un. En tout, il porte les couleurs de l'Åtvidabergs FF à 51 reprises, pour quatre buts inscrits.
Skrabb est de nouveau prêté à nouveau à un club suédois, le Gefle IF, pour la saison 2016. C'est cette saison-là qu'il se révèle, en inscrivant huit buts et en délivrant sept passes décisives en 31 rencontres, toutes compétitions confondues. Mais ses performances ne permettent pas à son club de garder sa place dans le championnat, et le club, terminant 15e (sur 16) est relégué. 

### IFK Norrköping
La saison de Skrabb du côté du Gelfe IF ne passe pas inaperçu et l'IFK Norrköping le recrute au FF Jaro en janvier 2017. Il joue son premier match sous ses nouvelles couleurs à l'occasion d'une rencontre de Svenska Cupen, le 19 février 2017, contre Örgryte IS (1-1). Il se blesse cependant au pied en mars et se voit écarté des terrains pendant plusieurs mois. Il fait son retour à la compétition en fêtant son premier match de Ligue Europa, le 29 juin 2017, face au FC Pristina, contre qui Norrköping s'impose largement (5-0).
Lors de la saison 2018, il inscrit sept buts et délivre quatre passes décisives, faisant de lui l'un des meilleurs joueurs de son équipe.

### Brescia Calcio
Le 13 janvier 2020, Simon Skrabb signe en faveur du Brescia Calcio, avec qui il s'engage jusqu'en juin 2023. L'IFK Norrköping reçoit 2,8 millions d'euros pour ce transfert. Le 24 janvier 2020, il joue son premier match en faveur de Brescia, en entrant en jeu lors d'une défaite de son équipe en Serie A face au Milan AC (0-1).

### Kalmar FF
Le 26 janvier 2022, Simon Skrabb fait son retour en Suède en s'engageant avec le Kalmar FF. Libre de tout contrat, il rejoint donc librement le club qui le recrute afin de combler le départ de Jonathan Ring.
Skrabb inscrit son premier but pour le club le 10 avril 2022, lors d'une rencontre de championnat face au Varbergs BoIS. Il est titularisé et participe à la victoire de son équipe (0-3 score final).

### En équipe nationale
Avec les moins de 20 ans, Simon Skrabb inscrit un but en amical contre la Suède, le 10 octobre 2014.
Avec les espoirs, il participe aux éliminatoires de l'Euro espoirs 2017. A cette occasion, il inscrit un but et délivre deux passes décisives.
Simon Skrabb honore sa première sélection avec la Finlande le 10 janvier 2016, lors d'une défaite en amical face à la Suède (3-0).